# Муксуниха
Муксу́ниха — река на севере Сибири в Красноярском крае России, правый приток Енисея. Длина реки — 173 км (от истока Пайяхи — 245 км). Площадь водосборного бассейна — 4370 км².
Река под названьем Яръяхамал вытекает из небольшого озера Юръяхато на западе Северо-Сибирской низменности к западу от нижнего течения реки сухая Дудинка, на высоте 61 м над уровнем моря. В верховьях течёт на север по заболоченной тундре, далее преимущественное направление течения меняется на северо-восточное. Впадает справа в протоку Каменный Енисей на отметке менее 0,7 м над уровнем моря, ниже села Караул, в 205 км от устья Енисея. Ширина перед устьем — 152 м при глубине 5 м; скорость течения в низовьях составляет 0,1 м/с. 

## Основные притоки
Указаны поименованные притоки длиной 30 км и более
| Название   | Расстояние от устья | Длина | Положение |
| ---------- | ------------------- | ----- | --------- |
| Лагтяяха   | 7                   | 43    | левый     |
| Ханавайяха | 36                  | 38    | левый     |
| Яръяха     | 52                  | 35    | левый     |
| Таръяха    | 70                  | 58    | левый     |
| Пайяха     | 76                  | 169   | правый    |
| Леканаяха  | 81                  | 44    | левый     |
| Ерыйяха    | 124                 | 43    | левый     |

## Данные водного реестра
По данным государственного водного реестра России и геоинформационной системы водохозяйственного районирования территории РФ, подготовленной Федеральным агентством водных ресурсов:
- Бассейновый округ — Енисейский
- Речной бассейн — Енисей
- Речной подбассейн — Енисей ниже впадения Нижней Тунгуски
- Водохозяйственный участок — Енисей от водомерного поста города Игарка до устья без реки Хантайка от истока до Усть-Хантайского гидроузла
- Код водного объекта — 17010800412116100110456